# カステル・ガンドルフォ
カステル・ガンドルフォ（伊: Castel Gandolfo）は、イタリア共和国ラツィオ州ローマ県にある、人口約8,700人の基礎自治体（コムーネ）。
ローマから南東へ約21km離れた、アルバーノ湖のほとりに位置する。かつてローマ教皇の避暑用の山荘であったガンドルフォ城（カステル・ガンドルフォ）が存在することで知られる。

## 地理

### 位置・広がり
ローマ県東南部に位置する。ローマから南東へ約21km、ティヴォリから南南西へ約27km、ラティーナから北西へ約38km、アナーニから西へ約42kmの距離にある。
隣接するコムーネは以下の通り。
- マリーノ - 北
- グロッタフェッラータ - 北東
- ロッカ・ディ・パーパ - 東
- アルバーノ・ラツィアーレ - 南
- ローマ - 北西

### 地勢
アルバーノ湖のほとりに位置する。

### 気候分類・地震分類
カステル・ガンドルフォにおけるイタリアの気候分類 (it) および度日は、zona D, 1966 GGである。
また、イタリアの地震リスク階級 (it) では、zona 2B (sismicità media) に分類される。

## 文化・観光・施設
「イタリアの最も美しい村」クラブ加盟コムーネである。

### ガンドルフォ城
かつてのローマ教皇の避暑用の山荘であったガンドルフォ城が存在することで世界的に有名。ラテラノ条約によりバチカンの主権下にある。2016年秋をもって教皇山荘としての役割は廃され、博物館として一般公開に供されるようになった。

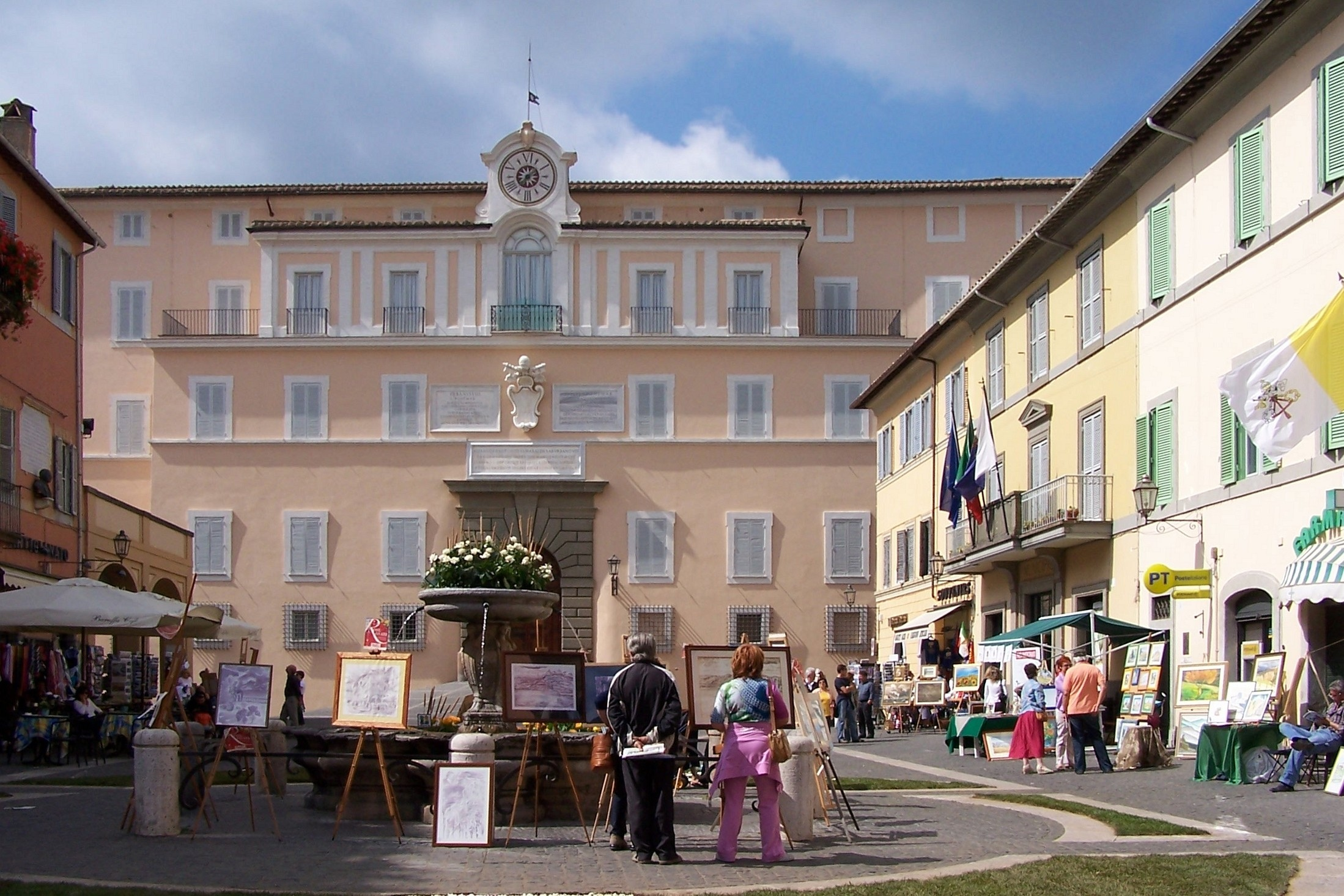
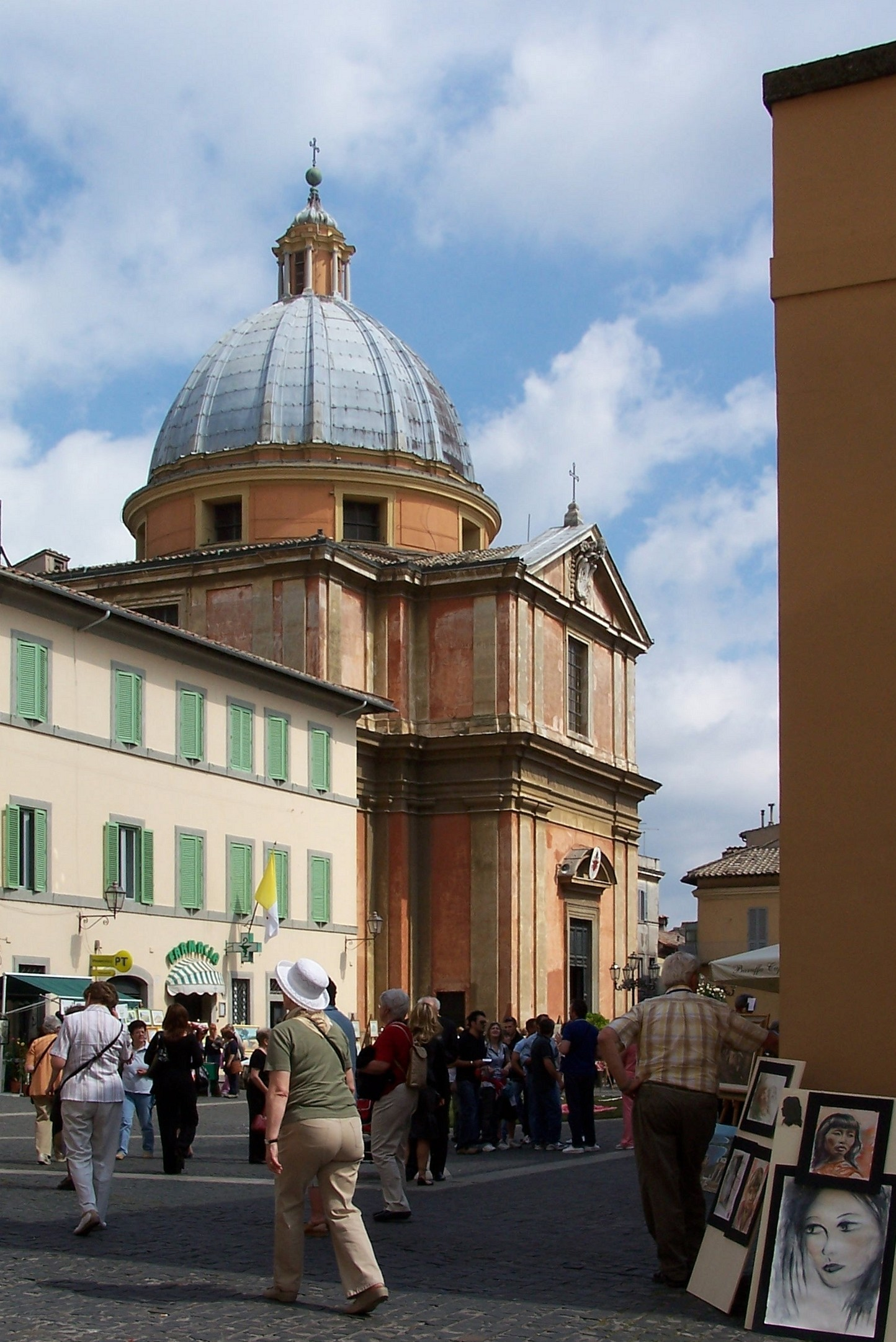
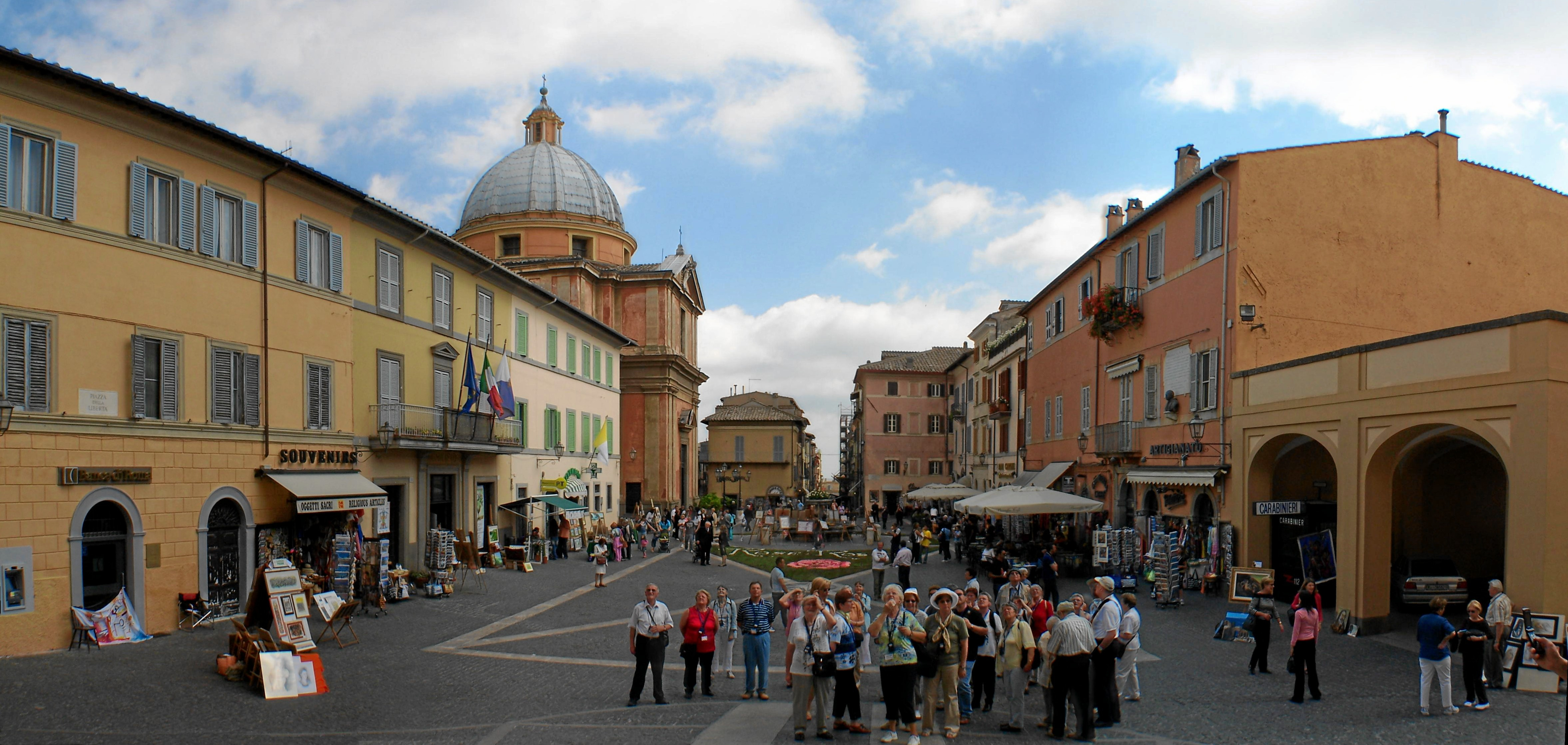
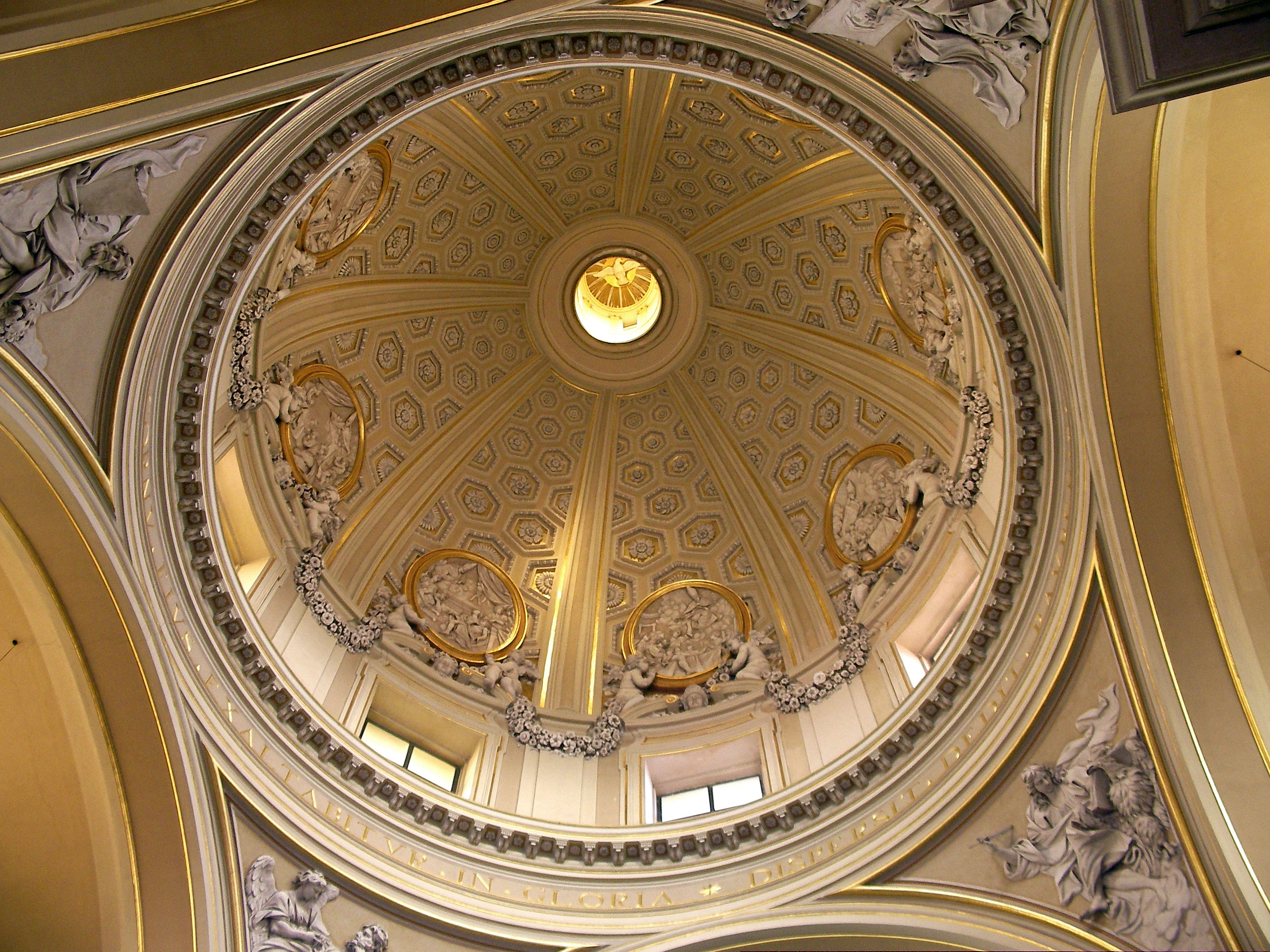

## 交通

### 鉄道
トレニタリア
- ローマ＝アルバーノ線
  - カステル・ガンドルフォ駅 (it)  - ヴィッレッタ駅 (it)

## 姉妹都市
- シャトーヌフ＝デュ＝パプ、フランス
- キュールピップ (en) 、モーリシャス